# Орловка (Кыштовский район)
Орловка — деревня в Кыштовском районе Новосибирской области. Административный центр и единственный населённый пункт Орловского сельсовета.

## География
Площадь деревни — 127 гектаров.

## Население
| 2002 | 2007 | 2010 | 2012 | 2013 | 2014 | 2015 |
| ---- | ---- | ---- | ---- | ---- | ---- | ---- |
| 387  | ↘365 | ↘342 | ↘328 | ↗329 | ↗338 | ↗343 |
| 2016 | 2017 | 2018 | 2019 | 2020 | 2021 |      |
| ↘322 | ↘321 | ↗327 | ↘322 | ↘318 | ↗321 |      |

## Инфраструктура
В деревне по данным на 2007 год функционируют 1 учреждение здравоохранения и 1 учреждение образования.

## Интересные факты
В 1928 году вблизи Орловки был выпахан каменный метеорит весом в 40,5 кг. В данной местности камни встречаются очень редко, и крестьянин, выпахавший метеорит, привёз его с поля к своему дому. Здесь камень и был замечен директором Омского краеведческого музея, проезжавшим через деревню Орловку. Метеорит привлёк к себе внимание наличием на нем резко выраженных регмаглиптов, по которым можно определить в камне метеорит. Камень был доставлен директором музея в Омск, где профессор Драверт установил его метеоритную природу.